# Leonhard Pilhamer
Leonhard Pilhamer (* 1428 in Nabburg; † 29. Juli 1475) war ein deutscher Bischof und Weihbischof in Eichstätt.
Pilhamer wurde 1457 zum Priester für das Bistum Regensburg geweiht und wurde am 21. November 1464 zum Titularbischof von Microcomien und Weihbischof in Eichstätt ernannt.